# Курганский завод деревообрабатывающих станков
Курганский завод деревообрабатывающих станков (КЗДС) — производитель деревообрабатывающих станков. Был расположен в г. Кургане. Существовал в 1941—2006 годах.

## История
6 августа 1941 года в Курган прибыл эвакуированный из г. Черкассы Киевской области Черкасский завод общего машиностроения им. Г. И. Петровского. Ему были отведены производственные помещения строящейся на территории бывшего Богородице-Рождественского собора фабрики музыкальных инструментов. Здесь разместились два механических цеха, цех сборки, покраски, лакировки и силовая установка. Литейный цех размещён в литейке бывшего завода С. А. Балакшина по ул. Пушкина. Завод выпускал боеприпасы (миномётные мины 50 мм, более 6000 шт. в сутки) для Рабоче-крестьянской Красной Армии.
Приказом Наркомата общего машиностроения СССР от 6 октября 1941 года переименован в Курганский завод продовольственного машиностроения.
Распоряжением Наркомата миномётного машиностроения СССР от 16 июля 1943 г. переименован в завод N 709. За самоотверженный труд коллектив завода неоднократно удостаивался призовых мест в соревновании и награждался Красным Знаменем Государственного комитета обороны СССР, наркомата миномётного вооружения СССР, горкома ВКП(б) и горисполкома.
После окончания войны завод переходит на выпуск мирной продукции — деревообрабатывающих станков.
Постановлением Совета Министров СССР от 13 мая 1946 года переименован в Курганский завод деревообрабатывающих станков с подчинением Министерству машиностроения и приборостроения СССР, с 1951 года — Министерству станкостроения СССР, с 1953 года — Министерству машиностроения СССР, с 1954 года -Министерству станкостроительной и инструментальной промышленности СССР, с 1957 года — Управлению металлообрабатывающей промышленности Курганского совнархоза, с 1963 года — Управлению машиностроения Южно-Уральского совнархоза.
Завод выпускал циркулярные пилы, ленточные пилы, рейсмусовые станки, станки для изготовления лыж.
Первая партия фуговальных станков была изготовлена в 1947 году. С 1960 года завод стал единственным в СССР производителем таких станков.
Объём производства станков рос из года в год, если в 1945 году выпущено 286 станков (в том числе 279 циркулярных и ленточных пил), то в 1976 — 6000 шт. Экспорт продукции вырос с 34 шт. в 1961 году до 287 шт. в 1977 году. Всего завод выпустил более 150000 станков, в том числе 4403 станка на экспорт в 23 страны (в том числе Норвегия, Польша, Египет, Австралия, Нидерланды, Франция, Финляндия, Куба, Ирак, Чехословакия, Судан, Вьетнам).
В 1966 году завод перешел в ведение Главного управления по производству деревообрабатывающего оборудования Министерства станкостроительной и инструментальной промышленности СССР, с 1976 года — Всесоюзного производственного объединения «Союздревстанкопром», с 1986 года — ВПО «Главдревстанкопром», с 1989 года — НПО «Древмаш».
С 1966 года завод выпускал товары народного потребления: ледоруб шнековый, кукольные кроватки, замки висячие, кронштейны «Берёзка», рыбокоптилка и др. Производственные площади завода 7360 м², территория всего завода 1,8 га.
Потребность в СССР и странах СЭВ станков по профилю ЗДС составляла 25—30 тыс. шт. в год, поэтому в 1980 году начато строительство второй очереди завода на новой площадке в районе Карчевской рощи с производственной площадью 71200 м².
С 1985 г. завод дополнительно специализируется на выпуске шпиндельных узлов к четырехсторонним станкам и выпуске автоподатчиков к деревообрабатывающим станкам любых модификаций.
В 1988 году при заводе открыт региональный центр по металлопокрытию зубных протезов.
В 1989 году в районе Карчевской рощи введён сварочно-заготовительный корпус (1-я очередь строительства), в который переведено производство автоподатчиков, ледорубов шнековых, манипуляторов.
В соответствии с Указом Президента Российской Федерации от 1 июля 1992 г. N 721 «Об организационных мерах по преобразованию государственных предприятий, добровольных объединений государственных предприятий в акционерные общества» в 1993 году на базе Курганского завода деревообрабатывающих станков учреждено Акционерное общество открытого типа «Курганский завод деревообрабатывающих станков». На основании решения собрания акционеров от 20 мая 1996 года переименовано в ОАО «Курганский завод деревообрабатывающих станков».
В конце 1993 года производство на второй площадке полностью остановлено.
Начиная с 1993 года завод разработал и выпустил 16 моделей деревообрабатывающих станков для столярного и мебельного производства (станки фрезерные, круглопильные, строгально-пильные, фуговальные, четырехсторонние, сверлильно-пазовальные, комбинированные, рейсмусы).
В соответствии с решением Арбитражного суда Курганской области от 31 марта 2004 г. ОАО «Курганский завод деревообрабатывающих станков» признано несостоятельным (банкротом).
6 мая 2004 года создано ООО «КЗДС» (ИНН 4501108387), с 9 июня 2005 находится в стадии ликвидации, руководитель ликвидационной комиссии Чурин Сергей Валерьевич.
11 января 2006 года внесена запись о прекращении деятельности ОАО «Курганский завод деревообрабатывающих станков» (ИНН 4501016591) в связи с его ликвидацией на основании определения Арбитражного суда Курганской области о завершении конкурсного производства.
После ликвидации завода в его помещениях расположен супермаркет строительных материалов Торговый центр «Зауральский ДомоСтрой», использующий аббревиатуру ЗДС.

## Трудовой коллектив
Численность коллектива:
- 1941 год — 608 чел.
- 1943 год — 1109 чел[3].
- 1944 год — 1108 чел.
- 1945 год — 969 чел.
- 1960 год — 406 чел.
- 1970 год — 488 чел.
- 1980 год — 605 чел.
- 1985 год — 676 чел.
- 1990 год — 703 чел.
- 1995 год — 296 чел.
- 1998 год — 280 чел.
- 1999 год — 330 чел.

### Награды коллектива
- Орден Трудового Красного Знамени — 3 чел. (в т.ч. Шилов Николай Павлович, Пермитин Владимир Иванович)
- Орден «Знак Почёта» — 3 чел.
- Орден Трудовой Славы III степени — 2 чел.

## Руководители
- 1941—1942 — Якубов С. С.
- 1942—1944 — Кочубеевский
- 1945—1947 — Ильин
- 1947—1948 — Балков П. Н.
- 1948—1951 — Дураченко Иван Степанович
- 1951—1956 — Соколовский Г. С.
- 1956—1962 — Гриднев В. С.
- 1962 — Силин В. Е.
- 1962—1968 — Клинский В. П.
- 1968—1970 — Назымко Н. Я.
- 1970—1975 — Боровиков Иван Петрович
- 1975—1987 — Котляров Константин Егорович
- 1987—2003 — Кириллов Михаил Николаевич
- 18 марта 2003 — 11 января 2006 — и. о. Косолапов Игорь Николаевич